# Marnie McPhail
Marnie McPhail, née le 4 juillet 1966 à Columbus (Ohio), est une actrice américaine.

## Biographie
Marnie McPhail a fait des études d'art dramatique à Toronto et se fait connaître dès son premier rôle en interprétant l'un des deux personnages principaux de la série Paul et les Jumeaux. Elle a remporté en 1986 le prix Gemini de la meilleure actrice dans une série dramatique pour ce rôle.
Elle est mariée depuis 2004 avec l'acteur Reed Diamond.

## Filmographie

### Cinéma
- 1996 : Star Trek : Premier Contact : Eiger
- 2005 : Un parcours de légende : Mary Ouimet
- 2024 : Trap de M. Night Shyamalan : la mère de Jody
- 2024 : Longing de Savi Gabizon : Sonia

### Télévision
- 1984-1986 : Paul et les Jumeaux (série télévisée, 78 épisodes) : Annie Edison
- 1988 : Brigade de nuit (série télévisée, saison 4 épisode 15) : Betty
- 1989 : La Loi de Los Angeles (série télévisée, saison 4 épisode 2) : Amy Slesin
- 1991 : Un privé sous les tropiques (série télévisée, saison 2 épisode 11) : Tara Fitzgerald
- 1995 : Le Rebelle (série télévisée, saison 4 épisode 5) : Julie Seaton
- 1996 : Star Trek: Voyager (série télévisée, saison 2 épisode 22) : Alcia
- 1997 : Urgences (série télévisée, saison 3 épisode 13) : Lisa Sailor
- 1997 : Les Dessous de Palm Beach (série télévisée, saison 7 épisode 9) : Hannah
- 1998-1999 : Sliders : Les Mondes parallèles (série télévisée, 3 épisodes) : Elizabeth Mallory
- 1999 : X-Files (série télévisée, saison 6 épisode Bienvenue en Arcadie) : Cami Schroeder
- 2001-2003 : Sourire d'enfer (série télévisée, 17 épisodes) : Maria Wong (voix)
- 2002 : Plus fort que le silence (téléfilm) : Lynn
- 2003 : La Loi d'une mère (téléfilm) : Marla
- 2003 : Méthode Zoé (série télévisée, 2 épisodes) : Barb Miller
- 2004 : Queer as Folk (série télévisée, 2 épisodes) : Rita Montgomery
- 2006 : Affaires d'États (mini-série) : George Blake